# ГЕС Імха
ГЕС Імха — гідроелектростанція в Південній Кореї. Використовує ресурс із річки Banbyeoncheon, лівої притоки Нактонган, яка впадає у Японське море біля Пусану.
У межах проєкту річку перекрили кам'яно-накидною греблею висотою 73 метрів та довжиною 515 метрів. Вона утримує водосховище з площею поверхні 26,4 км2 та об'ємом 595 млн м3 (корисний об'єм 424 млн м3), у якому припустиме коливання рівня в операційному режимі між позначками 137 та 162 метри НРМ (у випадку повені останній показник може зростати до 163 метрів НРМ).
Пригреблевий машинний зал обладнали двома турбінами типу Френсіс потужністю по 25 МВт, які при напорі у 48 метрів забезпечують виробництво 97 млн кВт·год електроенергії на рік.
Відпрацьована вода повертається в річку, на якій дещо нижче споруджена регулююча гребля висотою 17 метрів та довжиною 320 метрів, яка утримує невелике водосховище з корисним об'ємом 1,7 млн м3.
Окрім виробництва електроенергії, гідрокомплекс виконує протиповеневу функцію.